# ستيفانو روسيني (لاعب كرة قدم)
ستيفانو روسيني (بالإيطالية: Stefano Rossini)‏ هو لاعب كرة قدم إيطالي في مركز الدفاع، ولد في 2 فبراير 1971 في فيادانا لومباردي في إيطاليا. شارك مع منتخب إيطاليا تحت 21 سنة لكرة القدم. أما مع النوادي، فقد لعب مع أتالانتا وإنتر ميلان وإيه أس بيتزاغيتوني وفيورنتينا ونادي أودينيزي ونادي بارما ونادي بياتشينزا ونادي بيرغوليتزي 1932 ونادي ترنانا ونادي جنوى ونادي ريجيانا 1919 ونادي كريمونيسي ونادي كومو ونادي ليتشي.

## وصلات خارجية
- ستيفانو روسيني (لاعب كرة قدم) على موقع قاعدة بيانات كرة القدم.إي يو (الإنجليزية)
- ستيفانو روسيني (لاعب كرة قدم) على موقع عالم كرة القدم.نت (الإنجليزية)
- ستيفانو روسيني (لاعب كرة قدم) على موقع أوليمبيديا (الإنجليزية)